# Valette
Valette é uma comuna francesa na região administrativa de Auvérnia-Ródano-Alpes, no departamento de Cantal. Estende-se por uma área de 14,95 km². Em 2010 a comuna tinha 234 habitantes (densidade: 15,7 hab./km²).